# Wapen van Amstel, Gooi en Vecht

Wapen van hoogheemraadschap Amstel, Gooi en Vecht

Wapen van hoogheemraadschap Amstel en Vecht. Let op de verschillen in kroon en vleugels

Het wapen van het Hoogheemraadschap Amstel, Gooi en Vecht werd op 8 december 1997 aan het hoogheemraadschap van Amstel, Gooi en Vecht toegekend. Het wapen is gelijk aan het wapen van het Hoogheemraadschap Amstel en Vecht, een van de twee voorgangers van het waterschap. De andere was het Zuiveringsschap Amstel- en Gooiland, dat geen wapen voerde. Omdat het Gooi als symbool een dubbelkoppige adelaar heeft en er reeds een dergelijke adelaar als schildhouder in het wapen aanwezig is, zou toevoeging van dit symbool overdadig zijn. Daarom heeft men het wapen na de fusie ongewijzigd gelaten.

## Blazoenering
De blazoenering van het wapen luidt als volgt:
Gedeeld: I in goud een leeuw van keel, getongd en genageld van azuur; II in keel een kruis van zilver. Het schild gedekt met een gouden Keizerskroon en geplaatst op een dubbele adelaar van sabel, getongd van keel.
Als schildhouder een zwarte dubbelkoppige adelaar. Een dergelijke adelaar of arend komt bij meer waterschappen voor. De tong en nagels zijn rood gekleurd. Deze arend is afkomstig uit het wapen van het Hoogheemraadschap Amstelland; de kroon is de Rudolfinische keizerskroon en is uit hetzelfde wapen afkomstig. Opvallend is dat in de tekening van het wapen van Amstel en Vecht de kroon blauw gevoerd is en de vleugels van de adelaar zijn gespreid, terwijl in de tekening van het wapen van Amstel, Gooi en Vecht de kroon rood gevoerd is en de vleugels van de adelaar geopend, maar niet gespreid zijn. De beschrijvingen zijn voor beide wapens gelijk.

## Geschiedenis
Het wapen is op 5 juli 1993 toegekend aan het hoogheemraadschap Amstel en Vecht. De Hoge Raad van Adel oordeelde dat het niet mogelijk was een wapen te construeren uit de wapens van de voorgaande waterschappen. Het schild is afgeleid van de wapens van Holland en Utrecht, die staan voor de provincies Noord- en Zuid-Holland en Utrecht waarin het waterschap is gelegen. De adelaar is afkomstig van het wapen van Amstelland, een van de waterschappen waaruit Amstel en Vecht is ontstaan.

## Verwante wapens

Het wapen van Amstelland
Het wapen van Holland
Het wapen van het Sticht Utrecht

Aa en Maas ·
Amstel, Gooi en Vecht ·
Brabantse Delta ·
Delfland ·
De Dommel ·
Hollands Noorderkwartier ·
Hollandse Delta ·
Limburg ·
Hunze en Aa's ·
Noorderzijlvest ·
Rijnland ·
Rivierenland ·
Schieland en de Krimpenerwaard ·
De Stichtse Rijnlanden ·
Vallei en Veluwe ·
Vechtstromen · 
Fryslân